# 卡西迪·哈欽森
卡西迪·杰奎琳·哈钦森（英語：Cassidy Jacqueline Hutchinson，1996年3月4日—）是美國前白宫助理和特朗普在職期間幕僚長马克·梅多斯的助理 。
哈欽森於2022年6月28日在美国众议院特别委员会就1月6日袭击事件主持的公開聽證會上作證 。她就時任總統唐纳德·特朗普及其高級助理和政治盟友於2021年1月6日國會大廈衝擊事件之前和事件期間所表現的行為提供了證言。

## 早年生活和教育
她本人是在新澤西州的彭寧頓成長， 2015年於霍普韋爾中心高中畢業，之後入讀克里斯托弗·紐波特大學， 2019年獲取政治学的文學士學位畢業。 其本人形容自己是「第一代大學學生」。

## 職業生涯
紐波特大學期间哈欽森有為共和党參議員特德克鲁兹和同黨众议院黨鞭史蒂夫斯卡利斯擔任實習工作    。到2018年夏天，她進入白宮的立法事務辦公室擔任實習生，再後來成為僱員身份。
2020年3月，當馬克·梅多斯成為特朗普的第四任參謀長時，他選擇了她擔當他的其中一名助理。她很快成為梅多斯的首席助理，而直至特朗普總統任期結束時，她的職稱成為了總統立法事務特別助理。她在職時，辦公地點是在梅多斯辦公室旁邊，她的辦公室就在椭圆形办公室走廊下邊。她平日負責在會議做筆記，並跟隨梅多斯出行各處，同時為他接聽來電和傳達他的命令。她曾被描述為梅多斯的密友 。基於其被認定為一個「白宮立法助手」，哈欽森成為了一張美聯社攝影記錄的主要對象，相片顯示她在與白宮新聞秘書凱萊·麥肯阿尼一起随著村民樂隊演奏的「基督教青年会」起舞，此時是在俄亥俄州斯旺頓（Swanton，Ohio）所舉行的2020年9月21日特朗普競選集會尾聲。
當特朗普任期結束，她原初預定在佛羅里達州為他總統任期後行動而繼續工作，但該計劃在她預定著手之前就被「突然擱棄」 。

## 在特別委員會證言
哈欽森在2022年6月28日電視直播作證前，已經向特別委員會提供了四份證言，總計超過二十幾個小時。在她3月7日提供證詞之前，她收到過來自特朗普盟友的多條信息，暗示她要於作證表現出對特朗普的忠誠  。而在她作證前幾日，她是解雇了斯特凡·帕桑蒂諾不再作為她的律師，帕桑蒂諾是與特朗普共事者有過深厚的聯系，並取代由喬迪·亨特擔任其律師，亨特曾長期任職司法部官員，也曾是特朗普第一任總檢控律師傑夫·塞的首席幕僚。

### 關於1月6日之前事件的供言
在6月28日宣誓作證時， 哈欽森提供證詞說，她是在1月6日特朗普集会的謀劃會議期間，無意間聽到當時是提及到誓言守護者和骄傲男孩，而特朗普私人律師鲁迪·朱利安尼也同時在場。被提及兩個組織的一些領導者，後來是因被認為屬於1月6日袭击當中的涉嫌非法行為人士，而被檢控共謀暴亂罪。
哈欽森還作證說，梅多斯和朱利安尼都曾尋求過（獲得）總統赦免。根據她之前給予委員會的證詞，國會議員马特·盖茨、安迪·比格斯、斯科特·佩里和路易·戈默特也要求過（獲得）赦免。
根據其所述，2021年1月3日時，白宮律師帕特·西波隆在聽到特朗普計劃於1月6日與他的支持者一同遊行去國會大廈時，曾將她拉到一邊並表達出他的擔憂；據哈欽森憶述（對方當時說法），「如果我們讓這一運動發生，我們是會被指控犯有一切可以想象得到的罪行。」
哈欽森在證言裡還透露，2020年12月1日時，特朗普於白宮餐廳裡曾將午餐碟扔到牆上，當時他是得知了司法部長威廉巴尔作出了公開聲明，聲言他未發現有任何選舉舞弊的證據。當時墙上是溅滿了番茄醬。在其他場合裡，他還有「翻轉起桌布，讓桌上所有東西都掉到地板，（掉落物）很可能會壞掉或散裂四周」。

### 關於1月6日的活動供言
依據哈欽森證言，特朗普和梅多斯當時是被告知，有些人是攜帶了包括槍支在內的武器而無法通過磁強計加入集會。特朗普就堅持回覆他並不在乎他的支持者們是否帶來武器，還試圖下令拆除磁強計，一邊聲稱「他們不是來傷害我的」。委員會上也播放出當時警方的無線電廣播訊息，是有警告那些包括帶有AR-15步槍的持槍人士。
哈欽森的作證還提到，當時的白宮副幕僚長托尼·奧納托曾告訴她，特朗普當時在進入跟隨著集會隊伍的總統SUV後，表示希望開車和他遊行去國會大廈的支持者們一道：當時他的首席特勤局特工羅伯特·恩格爾答覆他這樣做非常危險，並告訴他他們要返回白宮。據哈欽森說，奧納托告訴她，特朗普得知決定後表現得很生氣，還試圖抓向車輛的方向槃，更向恩格爾的锁骨發起攻擊行為。據她所作證，在奧納托講述這一事件時（當事人）恩格爾也是在場的，而且也一直未反駁這一複述。美國有線電視新聞網在哈欽森作證三天後報道稱，新聞網方面是有與另外兩名特勤局特工做過交談，他們都是自2021年2月以來聽聞過對該事件的多個說法，他們接觸的敘述人有包括特朗普司機在內和其他多名特工。儘管各自說辭細節有所不同，但特工們都證實當時是有過一場激憤的對抗，有一名特工稱特朗普曾「試圖衝過座位——至於出於什么原因，沒人知道」，但沒有人斷言特朗普是襲擊了恩格爾。另一名特勤局官員則告訴美國有線電視新聞網，表示恩格爾是否認提供過特朗普有抓向過方向盤或向特工猛撲這些細節，同時表示奧納托否認有告訴哈欽森這樣的事。Politico同一天的報道則稱，恩格爾在2022年初的證詞中告訴委員會，在至少十四個月的時間裡，他是對特勤局同事們完全隱瞞了事件的全部情況。
2022年7月14日CNN發佈當日身處車隊之中，哥倫比亞特區警局一位警員的記錄證言， 顯示在特朗普參與1月6日的集会後因特勤局特工拒絕帶他去國會山，而發生“激烈的交談”。到2024年3月，有關哈欽森作證轉述的奧納托對話的細節，被當時駕駛車輛的司機證言所否定。該不具名司機作證，指當時特朗普未曾伸手接觸、去拿或抓住過方向盤，而特朗普也未曾尖叫或看起來很生氣。該司機則確實特朗普當時試圖去國會山而他的話語帶有“煩躁”。
隨著對當天事件的重述，哈欽森還回憶道白宮律師帕特·西波隆當時告訴過梅多斯的話，大意是：「馬克，我們需要做更多的事情」。「他們實際上是在呼吁副總統被弔死。馬克的反應是，你聽到了，帕特。他認為這是邁克應得的。他不認為他們做錯了什么，帕特對此說了些什么，這太他X瘋狂了，我們需要做更多的事情」。

### 關於1月6日之後的供言
於2022年12月22日披露的一份詢問筆錄，顯示哈欽森在當年9月14和15日有追加作證：她在記錄上證言，特朗普的盟友們曾施壓她讓其不與特別委員會接觸。她還表示在前白宮助理艾麗莎·法拉·格里芬擔任她的秘密聯絡人之下，她才得以在不需要斯特凡·帕桑蒂諾指示的情況下，向委員會進行作證， 而斯特凡·帕桑蒂諾有意圖讓其迴避委員會的各種詢問。根據哈欽森證言，斯特凡·帕桑蒂諾向她說過“我們只想著重於保護總統”和“我們都知道你很忠心”， 而且他還會協助她得到“在特朗普世界中一個非常好的工作”因為“我們想將你留在這個家族之中”。她也作證指梅多斯向其坦言特朗普知道自己輸了大選。

## 著述
- Hutchinson, Cassidy. . Simon & Schuster. 2023. ISBN 9781668028285. 网址－维基内链冲突 (帮助) 有關其個人從政生涯的回憶錄